# Jacques Pellen
Jacques Pellen (Brest, 9 aprile 1957 – Brest, 21 aprile 2020) è stato un chitarrista francese.

## Biografia
Nel corso degli anni suonò con illustri musicisti come Peter Gritz, Kenny Wheeler, Bruno Nevez, Henri Texier, Riccardo Del Fra e il violinista Didier Lockwood.
Pellen è morto il 21 aprile 2020 all'ospedale di Brest per complicazioni da COVID-19.